# Tournoi de tennis de Bad Homburg
Le tournoi de Bad Homburg était un tournoi de tennis masculin se déroulant à Bad Homburg vor der Höhe en Allemagne. Depuis 2021, c'est un tournoi féminin du circuit WTA.

## Histoire
Le tournoi de Homburg a été organisé pour la première fois en 1894 par le Bad Homburg Tennis Club et se tient généralement en août. La coupe de Homburg a été organisée par le premier président de la Fédération allemande de tennis, Carl August von der Meden. Cet événement a attiré certaines des aristocrates les plus connues d'Europe, telles que l'empereur d'Allemagne, le prince héritier de Grèce, et le duc de Cambridge, et de nombreux autres aristocrates apparaissaient chaque année, générant une couverture médiatique importante. Les prix offerts étaient alors considérables ce qui explique probablement pourquoi il a été considéré comme l'un des plus importants et prestigieux tournois précoces de l'ère pré-Open en Europe continentale et en Allemagne, certainement jusqu'au début de la Première Guerre mondiale.
Le tournoi était disputé sur terre battue.
En 2021, le tournoi reprend avec une édition féminine WTA 250 qui se joue sur gazon (ext.). Lors de la saison 2024, le tournoi passe en catégorie WTA 500.

## Palmarès

### Simple Dames
| No | Date       | Nom et lieu du tournoi                                        | Catégorie | Dotation    | Surface      | Vainqueure         | Finaliste          | Score          |         |
| -- | ---------- | ------------------------------------------------------------- | --------- | ----------- | ------------ | ------------------ | ------------------ | -------------- | ------- |
| 1  | 21-06-2021 | Bad Homburg Open by Engel & Völkers, Bad Homburg vor der Höhe | WTA 250   | 235 238 $   | Gazon (ext.) | Angelique Kerber   | Kateřina Siniaková | 6-3, 6-2       | Tableau |
| 2  | 19-06-2022 | Bad Homburg Open by Engel & Völkers, Bad Homburg              | WTA 250   | 251 750 $   | Gazon (ext.) | Caroline Garcia    | Bianca Andreescu   | 65-7, 6-4, 6-4 | Tableau |
| 3  | 25-06-2023 | Bad Homburg Open by Engel & Völkers, Bad Homburg              | WTA 250   | 259 303 $   | Gazon (ext.) | Kateřina Siniaková | Lucia Bronzetti    | 6-2, 7-65      | Tableau |
| 4  | 23-06-2024 | Bad Homburg Open powered by Solarwatt, Bad Homburg            | WTA 500   | 922 573 $   | Gazon (ext.) | Diana Shnaider     | Donna Vekić        | 6-3, 2-6, 6-3  | Tableau |
| 5  | 23-06-2025 | Bad Homburg Open by Solarwatt, Bad Homburg                    | WTA 500   | 1 064 510 $ | Gazon (ext.) | Jessica Pegula     | Iga Świątek        | 6-4, 7-5       | Tableau |

### Double Dames
| No | Date       | Nom et lieu du tournoi                                       | Catégorie | Dotation    | Surface      | Vainqueure                              | Finaliste                           | Score             |         |
| -- | ---------- | ------------------------------------------------------------ | --------- | ----------- | ------------ | --------------------------------------- | ----------------------------------- | ----------------- | ------- |
| 1  | 21-06-2021 | Bad Homburg Open by Engel & Völkers Bad Homburg vor der Höhe | WTA 250   | 235 238 $   | Gazon (ext.) | Darija Jurak Andreja Klepač             | Nadiia Kichenok Raluca Olaru        | 6-3, 6-1          | Tableau |
| 2  | 19-06-2022 | Bad Homburg Open by Engel & Völkers Bad Homburg              | WTA 250   | 251 750 $   | Gazon (ext.) | Eri Hozumi Makoto Ninomiya              | Alicja Rosolska Erin Routliffe      | 6-4, 65-7, [10-5] | Tableau |
| 3  | 25-06-2023 | Bad Homburg Open by Engel & Völkers Bad Homburg              | WTA 250   | 259 303 $   | Gazon (ext.) | Ingrid Gamarra Martins Lidziya Marozava | Eri Hozumi Monica Niculescu         | 6-0, 7-63         | Tableau |
| 4  | 23-06-2024 | Bad Homburg Open powered by Solarwatt Bad Homburg            | WTA 500   | 922 573 $   | Gazon (ext.) | N. Melichar-Martinez Ellen Perez        | Chan Hao-ching Veronika Kudermetova | 4-6, 6-3, [10-8]  | Tableau |
| 5  | 23-06-2025 | Bad Homburg Open by Solarwatt Bad Homburg                    | WTA 500   | 1 064 510 $ | Gazon (ext.) | Guo Hanyu Alexandra Panova              | Lyudmyla Kichenok Ellen Perez       | 4-6, 7-64, [10-5] | Tableau |

### Simple masculin
| No | Date | Nom et lieu du tournoi     | Catégorie | Dotation | Surface      | Vainqueur             | Finaliste              | Score                   |  |
| -- | ---- | -------------------------- | --------- | -------- | ------------ | --------------------- | ---------------------- | ----------------------- |  |
| 1  | 1895 | , Bad Homburg vor der Höhe |           | NC $     | Terre (ext.) | Samuel Henry Hughes   |                        | NC                      |  |
| 2  | 1895 | , Bad Homburg vor der Höhe |           | NC $     | Terre (ext.) | William Cranston      | Réginald Forbes        | 6-0, 6-3, 6-1           |  |
| 3  | 1896 | , Bad Homburg vor der Höhe |           | NC $     | Terre (ext.) | Reginald Doherty      | William Cranston       | NC                      |  |
| 4  | 1897 | , Bad Homburg vor der Höhe |           | NC $     | Terre (ext.) | Reginald Doherty      | George Hillyard        | NC                      |  |
| 5  | 1898 | , Bad Homburg vor der Höhe |           | NC $     | Terre (ext.) | Reginald Doherty      | Lawrence Doherty       | NC                      |  |
| 6  | 1899 | , Bad Homburg vor der Höhe |           | NC $     | Terre (ext.) | Reginald Doherty      | Clarence Hobart        | 3-6, 4-6, 6-0, 6-3, 6-4 |  |
| 7  | 1900 | , Bad Homburg vor der Höhe |           | NC $     | Terre (ext.) | Reginald Doherty      | George Hillyard        | NC                      |  |
| 8  | 1901 | , Bad Homburg vor der Höhe |           | NC $     | Terre (ext.) | Max Decugis           | Jacques Worth          | NC                      |  |
| 9  | 1902 | , Bad Homburg vor der Höhe |           | NC $     | Terre (ext.) | Josiah Ritchie        | Frederick William Payn | 6-3, 6-1, 6-4           |  |
| 10 | 1903 | , Bad Homburg vor der Höhe |           | NC $     | Terre (ext.) | George Greene         | Josiah Ritchie         | 7-5, 7-5, 3-6, 2-6, 6-3 |  |
| 11 | 1904 | , Bad Homburg vor der Höhe |           | NC $     | Terre (ext.) | George Greene         | Wylie Cameron Grant    | 9-7, 6-2, 6-3           |  |
| 12 | 1905 | , Bad Homburg vor der Höhe |           | NC $     | Terre (ext.) | George Greene         |                        | NC                      |  |
| 13 | 1906 | , Bad Homburg vor der Höhe |           | NC $     | Terre (ext.) | Anthony Wilding       | Otto Froitzheim        | 6-1, 6-1, 6-4           |  |
| 14 | 1907 | , Bad Homburg vor der Höhe |           | NC $     | Terre (ext.) | Otto Froitzheim       | Anthony Wilding        | 6-4, 6-2, 6-3           |  |
| 15 | 1908 | , Bad Homburg vor der Höhe |           | NC $     | Terre (ext.) | Otto Froitzheim       | Anthony Wilding        | 6-4, 4-6, 6-4, 8-6      |  |
| 16 | 1909 | , Bad Homburg vor der Höhe |           | NC $     | Terre (ext.) | Otto Froitzheim       | Josiah Ritchie         | 6-4, 5-7, 6-1, 4-6, 7-5 |  |
| 17 | 1910 | , Bad Homburg vor der Höhe |           | NC $     | Terre (ext.) | Heinrich Kleinschroth | Heinrich Schomburgk    | 5-7, 6-4, 6-0, 6-3      |  |
| 18 | 1911 | , Bad Homburg vor der Höhe |           | NC $     | Terre (ext.) | Otto Froitzheim       | Heinrich Schomburgk    | 1-6, 6-4, 6-3, 6-3      |  |
| 19 | 1912 | , Bad Homburg vor der Höhe |           | NC $     | Terre (ext.) | Oscar Kreuzer         | Gordon Lowe            | 6-4, 1-6, 3-6, 6-0, 8-6 |  |
| 20 | 1913 | , Bad Homburg vor der Höhe |           | NC $     | Terre (ext.) | Otto Froitzheim       | Paul Otto Lindpaintner | 6-1, 6-2                |  |
| 21 | 1930 | , Bad Homburg vor der Höhe |           | NC $     | Terre (ext.) | Harry Hopman          | Christian Boussus      | 2-6, 6-4, 6-3, 0-6, 6-4 |  |
| 22 | 1931 | , Bad Homburg vor der Höhe |           | NC $     | Terre (ext.) | Roderich Menzel       | Fritz Kuhlmann         | 6-1, 6-1, 4-6, 6-0      |  |
| 26 | 1935 | , Bad Homburg vor der Höhe |           | NC $     | Terre (ext.) | Werner Menzel         | Fritz Kuhlmann         | 6-1, 6-1, 4-6, 6-0      |  |